# Psoraleococcus multicribratus
Psoraleococcus multicribratus är en insektsart som beskrevs av Lambdin och Kosztarab 1973. Psoraleococcus multicribratus ingår i släktet Psoraleococcus och familjen Lecanodiaspididae. Inga underarter finns listade i Catalogue of Life.